# Дубельт, Леонтий Михайлович
Лео́нтий Миха́йлович Дубе́льт (5 октября 1855 – 24 сентября 1894) – внук А. С. Пушкина по материнской линии. 
Дубельт увлекался поэзией и рисованием.  

## Биография
Леонтий Дубельт родился 5 октября 1855 года в семье Михаила Дубельта и Натальи Пушкиной. Дубельт получил имя в честь своего деда по отцовской линии – Леонтия Васильевича Дубельта. 
После развода родителей он воспитывался в семье отчима своей матери – Петра Ланского. 
Он учился в Пажеском корпусе, а по воспоминаниям его родственников,  в 12 лет во время ссоры он ударил своего товарища перочинным ножом. После этого, боясь наказания, он решил сделать самоубийство, выстрелив себе в грудь, но его удалось спасти, однако, после этого он страдал эпилепсией.
После отчисления из Пажеского корпуса он был переведён в Морской корпус, который окончил с отличием.
Леонтий Дубельт служил на флоте мичманом, однако Дубельт был вынужден покинуть службу из-за плохого здоровья.
После этого он два года учился на минных курсах в Кронштадте. После обучения вышел в отставку в чине капитана 2-го ранга.
По словам родственников Дубельта, из-за эпилепсии он часто становился «совершенно ненормальным».
Леонтий Михайлович Дубельт скончался в 1894 году в возрасте 38 лет из-за сильного приступа эпилепсии. Похоронен на Смоленском православном кладбище Санкт-Петербурга.